# The Coca-Cola Company
The Coca-Cola Company este o companie multinațională americană fondată în 1892. Ea produce Coca-Cola. Compania de industrie a băuturilor de asemenea produce, vinde și promovează alte băuturi fără alcool concentrate și siropuri și băuturi alcoolice. Stocul companiei este listat la NYSE și este parte a DJIA și a indexelor S&P 500 și S&P 100.
Băutura răcoritoare a fost dezvoltată în 1886 de farmacistul John Stith Pemberton. La timpul când a fost introdusă, produsul a conținut cocaină din frunze de coca și cafeină din alune de kola care împreună alcătuiau un stimulant. Coca și kola sunt sursele pentru numele produsului și au condus la promovarea lui Coca-Cola ca un "tonic sănătos". Pemberton a fost grav rănit în Războiul Civil American, și a devenit dependent de medicamentul pentru dureri morfina. El a dezvoltat băutura ca un patent pentru medicină într-un efort de a își controla dependența.
În 1889, formula și marca au fost vândute pentru 2,300 de $ (aproximativ 71,000 de $ în 2022) la Asa Griggs Candler, care a încorporat The Coca-Cola Company în Atlanta în 1892. Compania a operat un sistem de distribuție de franciză din 1889. Compania produce în principal sirop concentrat, care este apoi vândut către diverse firme de îmbuteliere din lume care dețin teritorii exclusive. Compania deține propria sa ancoră de îmbuteliere în America de Nord, Coca-Cola Refreshments.

## Coca-Cola în România
The Coca-Cola Company este prezentă pe piața din România prin intermediul a două firme, respectiv Coca-Cola România, reprezentantul companiei americane The Coca-Cola Company, care deține mărcile și produce concentratele, și îmbuteliatorul Coca-Cola HBC România, care produce, distribuie și vinde produsele.
Compania deține în România, fabrici în Ploiești,  Timișoara și Vatra Dornei.
În anul 2008, compania a închis unitatea de producție de la Oradea, pentru eficientizarea activității.
Portofoliul Coca-Cola România cuprinde băuturile răcoritoare Coca-Cola, Sprite, Fanta, sucurile Cappy, ceaiurile Nestea, băutura energizantă Burn și apa minerală Dorna.
În anul 2008, Coca-Cola HBC Romania a raportat o cifră de afaceri de 550 milioane euro.
În februarie 2009, Coca-Cola HBC România avea aproximativ 2.300 de angajați.